# 東亜紡織楠工場
東亜紡織楠工場（とうあぼうしょく　くすこうじょう）は、現在のトーア紡マテリアル四日市工場であり三重県四日市市楠町の南川地区に立地している。旧中央毛糸紡績株式会社の紡績工場。東亜紡織四日市工場や東亜紡織楠工場などの工場名もあった。化学繊維を生産している。従業員は2005年の時点で135人であり、1958年（昭和33年）から合織繊維を生産している。1953年（昭和28年）の企業統計では、男性従業員が268人で女性従業員が1941人で臨時工が65人で合計の従業員が2274人の大工場であった。 

## 工場建設計画
- 岩井勝次郎社長は新工場の建設に当たりミュールびきの高級細番手の輸出用梳毛糸を生産する理想的な近代工場の出現を企図した。工場建設要旨は以下の4点であった。
- ①60番から70番のメリノ羊毛をもってトップ月生産25万ボンドを製造する。将来は3倍程度の増大を見込むこと。
- ②前紡3組をもって生産、内2組は60番双糸織糸であった・場合により48番手ノメリヤス糸の紡績工場にする。残り1組は32番双糸のメリヤス糸であった。場合により48番手のメリヤス糸も紡績工場にする[2]
- ③精紡機はミュールを使用するがリングの場合も考慮する。
- ④建設予算は4195000円とする。
- 敷地は62598坪（登記料・埋め立て費及び付帯工事費共）139281円）建物・本館は6356坪。倉庫は422坪（坪あたり100円）。汽缶室と変電所は88坪（坪あたり180円）。付属建物は3400円。坪主の他区域は516坪（坪当り80円）。調気等諸装置は133520円。小計は1132251円。引き込み線と井戸と煙突等構築物は172051円。機械と船来品1式は8266101フラン（為替では515円）。国産品1式は277050円。針布は33180円。諸掛関税等は441092円。小計は2323210円。その他の動力と電灯と蒸気装置外1式は422260円。合計419万4553円であった。[3]

## 歴史
- 昭和7年から昭和8年は日中戦争による戦争景気で羊毛工業界の好況と、羊毛相場の低落によって原料安製品高の黄金期を迎えた。中央毛糸紡績の工場で主力工場の大垣工場の増設の可能性余地は乏しく、第2工場の必要性が急速に高まっていた。新工場建設の候補地として岐阜県笠松・三重県桑名・三重県の野田（四日市市内）・楠・沼津などが挙げられていたが、四日市港は昭和7年10月に豪州航路が開設されて、豪州航路の第1船のメルボルン船が入港、羊毛741俵の陸揚げを行った。野田と楠の2ヶ所に候補地が縛られて、伊勢電鉄の駅に近い事や水質・水量に恵まれることから楠誘致が優位となった。最終的には岩井勝次郎社長が昭和7年12月1日に現地を見て決定となった。
- 日本有数の大規模な毛糸工場の中央毛糸紡績楠工場が誕生した。杉野市太郎区長や岩田久蔵区長など楠村民の協力があった。 岩井社長のたえず「世界一の毛糸を作れ」の考えに基づき、ミュールびきの高級細番手の輸出用梳毛糸を生産する理想的近代工場を企画して四日市工場と命名した（戦後復元の際、楠工場と改称した）。上村（工場長代理）は36歳であり、市川（事務主任）は30歳と若い新進気鋭の人材を抜擢した。敷地の伊勢電鉄楠駅の西側59229坪の工場用地、東側海岸寄りに社宅用地4136坪を買い入れた。1坪は1.67円であった。建築は東畑建築事務所の設計監理の下に伊藤工務店の担当と決まった。紡機はフランスアルサス社にカード2列、コーマ25台、前紡3列、ミュール38台を、川西機械製作所を洗毛機2列、撚糸機29台をそれぞれ発注した。新工場の要員は大垣工場で機械工として育成させてから大垣工場で待機させて、機械の入手状況により遂次四日市工場へ転勤させる態勢を整えた。5月着工の本館建設工事が進行中に将来の機械輸入が難しくなるとの情勢から、当初予定のミュール38台が14台の追加で合計52台となった。[4]12月には工場本館の落成を待たずに機械備え付けが開始された。
- 昭和8年5月に地鎮祭が実施された。紡機はフランスアルザス社製で技師が来日して設置した。昭和9年4月に一部操業開始、5月には全面操業となった。四日市工場が稼働した昭和9年に洋服用毛織物の需要は内需・外需ともに増大して、日本の羊毛工業は本格的な発展期を迎えていた。愛知県の尾西市・一宮市の毛織業者は既にモスリンや着尺セルの機械から服地用毛織物の生産に移行しており、織糸の需要が増大していた。毛糸紡績各社はそのため設備を増強して、市販用梳毛糸の生産を増やし始めた。四日市工場は幸先良いスタートを切った。[5]
- 東洋紡績・鐘紡・倉敷紡績・大日本紡績（現在のユニチカ）・錦華紡績（現在の大和紡績）なども昭和初期に羊毛工業に進出して梳毛紡績の工場を新設または買収している。昭和16年6月に中央毛糸と合併した錦華毛糸株式会社も昭和9年1月に設立されている。東亜紡織は岩井商店の輸出用ブランドKB416で各国への輸出増強に努めている。[6]大規模梳毛工場が三重県に完成して稼働を開始した。洋服用毛織物の需要は日本国内海外共に増大していた。
- 昭和11年6月に第1次増設が完了した。昭和12年11月に第二次増設が完了した。昭和13年8月2日の豪雨災害の時には工場西北部の鈴鹿川派川の堤防が決壊した。濁流は工場と社宅を襲った。工場は床上1m浸水して社宅も被害を受けて、工場は操業を休止して東洋紡績楠工場の社員の援助や従業員の努力で11月上旬に完全復旧した。 [7]

## 年表
- 1941年（昭和16年）6月に錦華毛糸紡績と合併して社名が東亜紡織株式会社となった。
- 戦時対応として、兵役召者が続出して原料不足を操業率が低下した。
- 1944年（昭和19年）4月に東亜紡織四日市工場が徴用を受けて、名古屋陸軍造兵廠へ貸し出された。従業員と紡績機械の大半は東亜紡織大垣工場などに移された。
- 1945年（昭和20年）11月に東亜紡織四日市工場は正式に返還を受けて、復旧業務に着手した。
- 1946年（昭和21年）4月に東亜紡織四日市工場が東亜紡織楠工場へ改称された。
- 昭和21年11月に東亜紡織楠工場が梳毛糸の製造を開始した。
- 1949年（昭和24年）3月に戦後の東亜紡織楠工場の復元が完了した。[8]

## 建物
1922年（大正11年）創業の中央毛糸紡績株式会社が昭和16年に錦華毛糸紡績株式会社と合併により東亜紡織株式会社となるが、第二工場の候補地として四日市港に近い楠村を選び、昭和7年に四日市工場（戦後楠工場と改称）の建設が決定された。
丁度この時期は、日本の羊毛工業の本格的な発展期を迎えていた。
59299坪の敷地内には、工場本館をメインに事務室・厚生食堂・倉庫棟等が配置されて、かくかくの建築物を渡り廊下で結んでいる。敷地の北側部分の寄宿舎等は、戦後建て替えられているが、南側施設は戦前の創業当時の様子を良く保存している。
設計者は東畑設計事務所、施行者は伊藤工務店株式会社である。

### 工場本館　鉄筋造平屋建（一部RC造及木造）
屋根形状は、工場建築の代表的な金居屋根（波形石綿ストレート葺）であり、内部の採光等を考えて設計されており、また雨仕舞の方法として、桶は金居屋根の窓下に平方向に設置されて、さらに妻方向に流れる処理をしている。
床は機械の据え付け等で後にコンクリート打ちされているが、当初の板張りが一部残って建築士の間で興味深いものとなっている。構造的な特徴はあまりないが、鉄筋造が主要であり、北側出入り口部分のみ木造洋風小屋組で階建のような構成となっているが、この部分は後になって増築したと想定される。

### 事務所棟　木造平屋建
切妻屋根（2棟）で東亜紡織楠工場の事務部門・管理部門の建物である。
主要な室としては事務室・会議室・応接室等で構成されて、現在も使用されている。
外観は、住宅風で玄関車寄せには丸柱を使用するなど戦前の建築物としてはモダンな設計となっている。南側・東側の窓等がアルミサッシに替えられているが、他は大部分は戦前の創業当時の姿を残している。

### 食堂棟　鉄筋造平屋建
隆盛期の紡績産業を代表する大規模な施設であり、採光等を考慮した越屋根形式である。
柱部分・梁部分の部材はラチスで構成されている。工場部分と付属して厨房施設があり、食堂部分と同規模の面積を保有している。戦前の活況がある様子が保存されている建物である。

### 倉庫棟　木造平屋建
小屋組は一部和風小屋組もあるが、大部分は洋風小屋組形式で構成されて、外壁は、モルタル塗の構造となっている。
戦後になって、鉄筋造に一部改修された部分もあるが、5棟程は建築された当時のままで、現在も残っている。他の施設としては、ボイラー室・電気室棟・クラブ（宿泊施設）等が現在も使用されていて、昭和初期の繊維産業の貴重な産業遺産となっている。

### 南側工場部分
- 紡績工場
- タフト工場
- ラミネート工場
- 品質管理部
- ニードル工場
- NPドライヤー
- 製造部
- 原料倉庫
- LTライン
- TFライン
- 倉庫①
- 倉庫②
- 倉庫③
- 倉庫④
- 倉庫⑤
- 倉庫⑥
- 開発室
- 研究室
- 改質加工（1階倉庫・2階ジャージ）
- 水質保全部
- 東亜精機事務所
- ボイラー室
- 製造管理部
- 電気室
- 東側駐車場
- 車庫
- アクチコンタクト
- 西側駐車場①
- 西門
- 西側駐車場②
- 防火塔

### 工場施設
- 表門
- 事務所
- 炊事
- 食堂
- ホール
- 労組事務所
- 生協事務所
- 駐車場
- クラブ室
- 寄宿舎①
- 寄宿舎②
- 寄宿舎③
- 倉庫①
- 倉庫②
- 倉庫③
- 倉庫④
- カールロック工場
- 連染工場
- CPドライヤー工場
- プール
- 仕上げ室
- ロール倉庫
- 特織
- 貯水池
- バレーコート
- テニスコート
- 学園校舎[11]

## 東亜紡織株式会社楠工場のデータ
- 工場面積は242143m²。
- 従業員数
  - 戦前（昭和13年）の従業員数は900人。　
  - 昭和29年の従業員数は2040人。　
  - 昭和35年の従業員数は1336人。　
  - 昭和43年の従業員数は1650人。　
  - 昭和50年の従業員数は997人。
- 平成初期（1990年代まで）の東亜紡織楠工場時代は地方から来た女工と呼ばれた若い女子労働者が多かったが、トーア紡マテリアル四日市工場となった2000年代から男性の工場労働者が大部分となった。
- 主要製品（昭和35年度）
  - 合繊糸
  - 梳毛糸[12]

## トーア紡マテリアル株式会社
- 商号 トーア紡マテリアル株式会社
- 創業 2000年（平成12年）12月8日
- 設立 2003年（平成15年）10月1日
- 旧東亜紡織株式会社の会社分割により、インテリア産業資材事業を承継して設立された。
- 資本金 1億円
- 従業員数 122名（2012年12月31日現在）
- 本店所在地 は大阪府大阪市中央区城見一丁目(瓦町三丁目）
- 事業内容は以下である。タフトカーペット製品・ニードルパンチ製品・ロックタフト製品・ポリプロファイバー製品・タイルカーペット製品・不織布製品の製造販売事業と毛糸の整地を行っている。
- 四日市工場 は三重県四日市市楠町南川に立地。

## 組織図
- 社長→取締役会→監査役
- 総務部
  - 総務課
  - 物流課
  - 施設管理課
- 事業管理部→事業管理課
- 自動車装材部
  - 営業課
  - 開発課
  - 企画課
  - 不織布課
  - 生産進行課
- 産業資材部
  - 営業1課
  - 営業2課
  - 営業3課
  - 開発課
  - 企画課
  - ホリプロ課
  - 特殊繊維課
  - カーペット課
  - 生産進行課
- 品質保証部→品質保証課
- 技術部
- GMS推進室

## 工場設計案
- 使用原料は60Sメリノウール〜70Sメリノウール。
- 標準紡出番手は60双糸が主体。
- 前紡機は東亜紡織Aタイプが3セット。
- 内1セットは78双糸を紡出する。
- 精紡機は以下である。
  - ミュールが38台。
  - 1台当たりの精紡機が650錘。
  - スピンドルビッチの長さが43mmで、モータードライブ付き。
- 紡出割合は60分2。
  - 前紡は3セットある。
  - ミュールが38台。
  - 合糸が11台。
  - 撚糸が29台。
  - 玉締が4台。
  - 荷造が1台。
- 1ヵ月作業日数及び労働時間は9時間2交代。
  - 作業日数は27.5日（55片番）。
  - 片番は実働で8.5時間（休憩30分）。
  - 11時間勤務が（昼間専用）26日。
  - 1日の仕事が実働10時間（休憩1時間）。
  - 前紡工程は番手60分2。
  - 精紡ドラフトが10.3。
  - 篠番手が6.0m。
  - 片番が1200LBS（1セット）。
- 1ヵ月の生産量は1200×55×3＝198000LBS。
  - 1ヵ月トップ（前紡ロス3．5％）205181LBS。
  - 精紡工程上記の前紡篠198000LBSを全部ミュールスパンニスルが必要。
  - 台数は19800÷（95×55）＝38台。
- 後部工程は合糸19800÷（330×55）＝10.9台。
- 撚糸は19800÷（123×55）＝29.3台。
- 玉締は19800÷（2100×26）＝3.62台。[13]